# Thomas TC Christensen
Thomas "TC" Christensen er en dansksproget rapper.
Han har opnået finaleplads ved DM i dansk Rap 1999 og desuden været finalist i den senere pendant Årets Rapper i både 2003 og 2004.

## Villa Medusa
Han deltog og vandt i et makkerskab med Tahir Rehman realityshowet Villa Medusa i 2000, som blev sendt på TvDanmark.